# زندگی پیش از انسان
زندگی پیش از انسان (به انگلیسی: Life Before Man) نام رمانی اثر مارگارت اتوود نویسنده کانادایی است که در سال ۱۹۷۹ منتشر شد و روایت زندگی سه شخصیت اصلی به نام‌های نیت (وکیلی که به چوب‌کار تبدیل شده)، الیزابت (مدیر موزه تاریخ طبیعی) و لسجه (دستیار دیرین‌شناس در همان موزه محل کار الیزابت) است که طی دو سال اتفاق می‌افتد.
این رمان دارای پنج بخش است و هر بخش شامل یازده تا چهارده فصل کوتاه سه تا چهار صفحه‌ای که با محوریت یکی از سه شخصیت اصلی روایت می‌شود.